# Eleições regionais na Catalunha em 2021
As eleições regionais na Catalunha em 2021 (em catalão: Eleccions al Parlament de Catalunya de 2021) irão ter lugar a 13 de fevereiro e servirão para eleger os 135 deputados da Generalitat da Catalunha. Com o eclodir de uma nova vaga de COVID-19 na região, a Generalitat tentou adiar as eleições para 30 de maio, mas após recursos judiciais ao Tribunal Superior de Justiça da Catalunha foi confirmada para fevereiro. 

## Contexto
Após as Eleições regionais de 2017, os três partidos independentistas (Juntos pela Catalunha, Esquerda Republicana da Catalunha e a Candidatura de Unidade Popular) mantiveram a sua maioria parlamentar e, após vários meses de impasse com as tentativas de eleger Carles Puigdemont e Jordi Turull a serem travadas pelos tribunais espanhóis, Quim Torra viria a ser o presidente eleito pela maioria parlamentar.

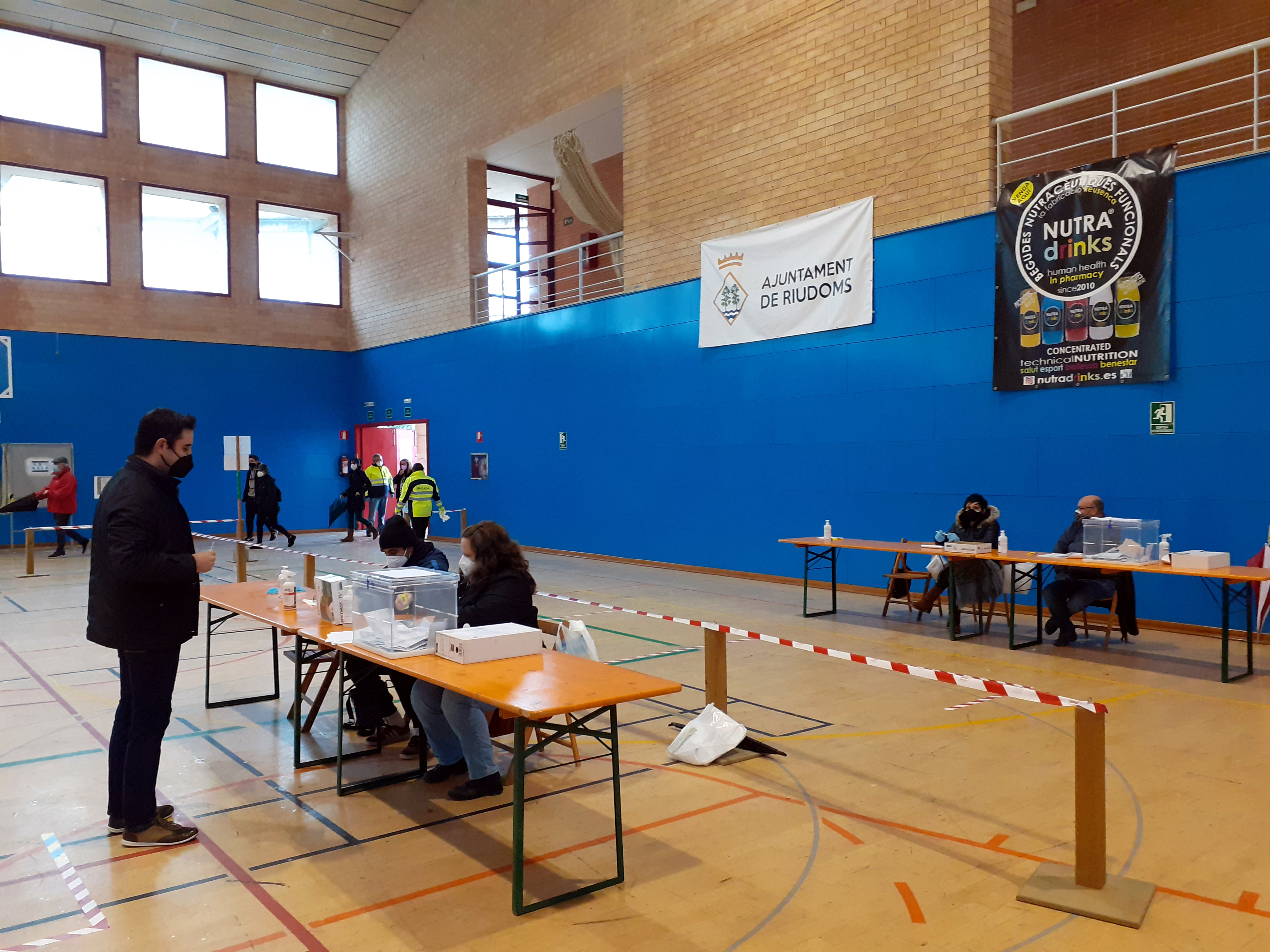
Pessoa votando em Riudoms

Em dezembro de 2019, Torra seria condenado pelo Tribunal Superior Catalão pela crime de desobediência para com o Comité Nacional de Eleições. Com os recursos interpostos nos meios judiciais Torra continuaria a liderar o governo catalão, mas em setembro de 2020 o Supremo Tribunal de Espanha confirmou a condenação de Torra e a proibição de 1 ano e meio de exercer cargos políticos, abrindo caminho para eleições antecipadas.
Estas eleições estão marcadas pelo aparecimento do novo partido de Puidgment, Juntos pela Catalunha, lista que será liderada pela  antiga ministra regional da Cultura Laura Borràs. O antigo partido de Puigdemont (Partido Democrata Europeu Catalão) irá concorrer sozinho, contando com o apoio do antigo presidente regional Artur Mas.
No campo unionista, o Partido dos Socialistas da Catalunha aposta forte com a candidatura do antigo ministro da saúde do governo de Pedro Sánchez, Salvador Illa. Os socialistas pretendem ganhar as eleições e quebrar com o domínio independentista no parlamento regional.

## Partido Concorrentes
| Partido | Partido | Cabeça de Lista     | Ideologia                                                           | Espectro                |
| ------- | --- | ------------------- | ------------------------------------------------------------------- | ----------------------- |
|         | Cidadãos | Carlos Carrizosa    | Liberalismo                                                         | Centro/Centro-direita   |
|         | Juntos pela Catalunha - Chamada Nacional pela República - Ação pela República - Os Verdes - Alternativa Verde - Reagrupament - Democratas da Catalunha - Movimento de Esquerda - Solidariedade Catalã pela Independência | Laura Borràs        | Independentismo catalão Populismo                                   | Pega-tudo               |
|         | Partido Democrata Europeu Catalão | Àngels Chacón       | Independentismo catalão Liberalismo                                 | Centro-direita          |
|         | Esquerda Republicana da Catalunha | Pere Aragonès       | Independentismo catalão Social-democracia                           | Centro-esquerda         |
|         | Partido dos Socialistas da Catalunha - Unidos para Avançar | Salvador Illa       | Social-democracia                                                   | Centro-esquerda         |
|         | Catalunha em Comum-Podemos - Barcelona em Comum - Esquerda Unida - Equo - Podemos | Jéssica Albiach     | Populismo de esquerda Ecossocialismo                                | Esquerda                |
|         | Candidatura de Unidade Popular - Vamos Mudar - Vamos Ganhar a Catalunha - Partido Pirata da Catalunha | Dolors Sabater      | Independentismo catalão Anticapitalismo Socialismo                  | Extrema-esquerda        |
|         | Partido Popular - Barcelona pela Mudança | Alejandro Fernández | Conservadorismo Democracia cristã                                   | Centro-direita/Direita  |
|         | Vox | Ignacio Garriga     | Populismo de direita Nacionalismo espanhol Conservadorismo nacional | Direita/Extrema-direita |

## Resultados Oficiais
| Partido                 | Partido                              | Votos     | %               | +/-    | Deputados | +/-     |
| ----------------------- | ------------------------------------ | --------- | --------------- | ------ | --------- | ------- |
|                         | Partido dos Socialistas da Catalunha | 652 858   | 23,04 / 100,00  | 9,18   | 33 / 135  | 16      |
|                         | Esquerda Republicana da Catalunha    | 603 607   | 21,30 / 100,00  | 0,08   | 33 / 135  | 1       |
|                         | Juntos pela Catalunha                | 568 002   | 20,04 / 100,00  | Novo   | 32 / 135  | Novo    |
|                         | Vox                                  | 217 883   | 7,69 / 100,00   | Novo   | 11 / 135  | Novo    |
|                         | Catalunha em Comum-Podemos           | 194 626   | 6,87 / 100,00   | 0,59   | 8 / 135   | Estável |
|                         | Candidatura de Unidade Popular       | 189 097   | 6,67 / 100,00   | 2,21   | 9 / 135   | 5       |
|                         | Cidadãos                             | 157 903   | 5,57 / 100,00   | 19,78  | 6 / 135   | 30      |
|                         | Partido Popular                      | 109 067   | 3,85 / 100,00   | 0,39   | 3 / 135   | 1       |
|                         | Partido Democrata Europeu Catalão    | 77 059    | 2,72 / 100,00   | Novo   | 0 / 135   | Novo    |
|                         | Outros (com menos de 1,00%)          | 39 531    | 1,25 / 100,00   |        | 0 / 135   |         |
| Votos Inválidos         | Votos Inválidos                      | 64 987    | 2,27 / 100,00   | 1,46   |           |         |
| Total                   | Total                                | 2 874 610 | 100,00 / 100,00 |        | 135 / 135 |         |
| Eleitorado/Participação | Eleitorado/Participação              | 5 623 962 | 53,54 / 100,00  | 25,50  |           |         |
| Fonte                   | Fonte                                | [ 15 ]    | [ 15 ]          | [ 15 ] | [ 15 ]    | [ 15 ]  |

### Resultados por Blocos
| Bloco | Bloco            | Votos     | %              | +/-  | Deputados | +/- |
| --- | ---------------- | --------- | -------------- | ---- | --------- | --- |
| | Independentistas | 1 437 765 | 50,73 / 100,00 | 2,23 | 74 / 135  | 4   |
| | Unionistas Nota  | 1 332 337 | 47,02 / 100,00 | 3,89 | 61 / 135  | 4   |
| Nota: Podemos apoia um referendo sobre a indepedência, sendo a favor a manuntenção da Catalunha na Espanha |                  |           |                |      |           |     |

## Resultados por Províncias

### Tabela de Resultados
| Província | %     | V   | %     | V   | %     | V   | %    | V   | %    | V   | %    | V   | %    | V   | %    | V  | %    | V   | D   | Votantes  |
| Província | PSC   | PSC | ERC   | ERC | JUN   | JUN | VOX  | VOX | ECP  | ECP | CUP  | CUP | C's  | C's | PP   | PP | PDC  | PDC | D   | Votantes  |
| --------- | ----- | --- | ----- | --- | ----- | --- | ---- | --- | ---- | --- | ---- | --- | ---- | --- | ---- | -- | ---- | --- | --- | --------- |
| Província |       |     |       |     |       |     |      |     |      |     |      |     |      |     |      |    |      |     | D   | Votantes  |
| Barcelona | 25,05 | 23  | 20,42 | 19  | 17,90 | 16  | 7,83 | 7   | 7,76 | 7   | 6,30 | 5   | 6,10 | 5   | 4,05 | 3  | 2,51 | -   | 85  | 2 149 094 |
| Girona    | 15,17 | 3   | 21,80 | 4   | 32,68 | 7   | 6,16 | 1   | 4,04 | -   | 9,04 | 2   | 3,25 | -   | 1,99 | -  | 3,19 | -   | 17  | 279 572   |
| Lérida    | 15,00 | 3   | 26,58 | 5   | 28,04 | 5   | 5,53 | 1   | 3,23 | -   | 7,40 | 1   | 3,21 | -   | 3,54 | -  | 4,60 | -   | 15  | 162 825   |
| Tarragona | 20,04 | 4   | 24,49 | 5   | 19,37 | 4   | 9,40 | 2   | 4,91 | 1   | 6,79 | 1   | 5,23 | 1   | 4,32 | -  | 2,78 | -   | 18  | 283 119   |
| Catalunha | 23,04 | 33  | 21,30 | 33  | 20,04 | 32  | 7,69 | 11  | 6,87 | 8   | 6,67 | 9   | 5,57 | 6   | 3,85 | 3  | 2,72 | -   | 135 | 2 874 610 |

#### Barcelona
| Partido                 | Partido                              | Votos     | %               | +/-   | Deputados | +/-     |
| ----------------------- | ------------------------------------ | --------- | --------------- | ----- | --------- | ------- |
|                         | Partido dos Socialistas da Catalunha | 531 657   | 25,05 / 100,00  | 9,90  | 23 / 85   | 10      |
|                         | Esquerda Republicana da Catalunha    | 433 356   | 20,42 / 100,00  | 0,21  | 19 / 85   | 1       |
|                         | Juntos pela Catalunha                | 379 739   | 17,90 / 100,00  | Novo  | 16 / 85   | Novo    |
|                         | Vox                                  | 166 056   | 7,83 / 100,00   | Novo  | 7 / 85    | Novo    |
|                         | Catalunha em Comum-Podemos           | 164 755   | 7,76 / 100,00   | 0,66  | 7 / 85    | Estável |
|                         | Candidatura de Unidade Popular       | 133 607   | 6,30 / 100,00   | 1,93  | 5 / 85    | 2       |
|                         | Cidadãos                             | 129 339   | 6,10 / 100,00   | 20,33 | 5 / 85    | 19      |
|                         | Partido Popular                      | 85 967    | 4,05 / 100,00   | 0,30  | 3 / 85    | Estável |
|                         | Partido Democrata Europeu Catalão    | 53 260    | 2,51 / 100,00   | Novo  | 0 / 85    | Novo    |
|                         | Outros (com menos de 1,00%)          | 27 101    | 1,28 / 100,00   |       | 0 / 85    |         |
| Votos Inválidos         | Votos Inválidos                      | 44 257    | 2,06 / 100,00   | 1,30  |           |         |
| Total                   | Total                                | 2 149 094 | 100,00 / 100,00 |       | 85 / 85   |         |
| Eleitorado/Participação | Eleitorado/Participação              | 3 998 524 | 53,75 / 100,00  | 25,57 |           |         |

#### Girona
| Partido                 | Partido                              | Votos   | %               | +/-     | Deputados | +/-     |
| ----------------------- | ------------------------------------ | ------- | --------------- | ------- | --------- | ------- |
|                         | Juntos pela Catalunha                | 89 770  | 32,68 / 100,00  | Novo    | 7 / 17    | Novo    |
|                         | Esquerda Republicana da Catalunha    | 59 893  | 21,80 / 100,00  | 0,09    | 4 / 17    | Estável |
|                         | Partido dos Socialistas da Catalunha | 41 678  | 15,17 / 100,00  | 6,55    | 3 / 17    | 2       |
|                         | Candidatura de Unidade Popular       | 24 837  | 9,04 / 100,00   | 3,72    | 2 / 17    | 1       |
|                         | Vox                                  | 16 917  | 6,16 / 100,00   | Novo    | 1 / 17    | Novo    |
|                         | Catalunha em Comum-Podemos           | 11 101  | 4,04 / 100,00   | Estável | 0 / 17    | Estável |
|                         | Cidadãos                             | 8 935   | 3,25 / 100,00   | 16,26   | 0 / 17    | 4       |
|                         | Partido Democrata Europeu Catalão    | 8 755   | 3,19 / 100,00   | Novo    | 0 / 17    | Novo    |
|                         | Partido Popular                      | 5 470   | 1,99 / 100,00   | 0,86    | 0 / 17    | Estável |
|                         | Outros (com menos de 1,00%)          | 4 789   | 1,74 / 100,00   |         | 0 / 17    |         |
| Votos Inválidos         | Votos Inválidos                      | 7 427   | 2,66 / 100,00   | 1,76    |           |         |
| Total                   | Total                                | 279 572 | 100,00 / 100,00 |         | 17 / 17   |         |
| Eleitorado/Participação | Eleitorado/Participação              | 510 486 | 54,77 / 100,00  | 24,39   |           |         |

#### Lérida
| Partido                 | Partido                              | Votos   | %               | +/-   | Deputados | +/-     |
| ----------------------- | ------------------------------------ | ------- | --------------- | ----- | --------- | ------- |
|                         | Juntos pela Catalunha                | 44 787  | 28,04 / 100,00  | Novo  | 5 / 15    | Novo    |
|                         | Esquerda Republicana da Catalunha    | 42 455  | 26,58 / 100,00  | 0,14  | 5 / 15    | Estável |
|                         | Partido dos Socialistas da Catalunha | 23 965  | 15,00 / 100,00  | 5,96  | 3 / 15    | 2       |
|                         | Candidatura de Unidade Popular       | 11 812  | 7,40 / 100,00   | 2,36  | 1 / 15    | 1       |
|                         | Vox                                  | 8 839   | 5,53 / 100,00   | Novo  | 1 / 15    | Novo    |
|                         | Partido Democrata Europeu Catalão    | 7 345   | 4,60 / 100,00   | Novo  | 0 / 15    | Novo    |
|                         | Partido Popular                      | 5 660   | 3,54 / 100,00   | 0,98  | 0 / 15    | Estável |
|                         | Catalunha em Comum-Podemos           | 5 155   | 3,23 / 100,00   | 0,68  | 0 / 15    | Estável |
|                         | Cidadãos                             | 5 127   | 3,21 / 100,00   | 13,76 | 0 / 15    | 3       |
|                         | Outros (com menos de 1,00%)          | 2 645   | 1,67 / 100,00   |       | 0 / 15    |         |
| Votos Inválidos         | Votos Inválidos                      | 5 035   | 3,09 / 100,00   | 2,13  |           |         |
| Total                   | Total                                | 162 825 | 100,00 / 100,00 |       | 15 / 15   |         |
| Eleitorado/Participação | Eleitorado/Participação              | 297 942 | 54,65 / 100,00  | 22,46 |           |         |

#### Tarragona
| Partido                 | Partido                              | Votos   | %               | +/-   | Deputados | +/-     |
| ----------------------- | ------------------------------------ | ------- | --------------- | ----- | --------- | ------- |
|                         | Esquerda Republicana da Catalunha    | 67 903  | 24,49 / 100,00  | 0,76  | 5 / 18    | Estável |
|                         | Partido dos Socialistas da Catalunha | 55 558  | 20,04 / 100,00  | 8,27  | 4 / 18    | 2       |
|                         | Juntos pela Catalunha                | 53 706  | 19,37 / 100,00  | Novo  | 4 / 18    | Novo    |
|                         | Vox                                  | 26 071  | 9,40 / 100,00   | Novo  | 2 / 18    | Novo    |
|                         | Candidatura de Unidade Popular       | 18 831  | 6,79 / 100,00   | 2,79  | 1 / 18    | 1       |
|                         | Cidadãos                             | 14 502  | 5,23 / 100,00   | 22,12 | 1 / 18    | 4       |
|                         | Catalunha em Comum-Podemos           | 13 615  | 4,91 / 100,00   | 0,44  | 1 / 18    | Estável |
|                         | Partido Popular                      | 11 970  | 4,32 / 100,00   | 0,25  | 0 / 18    | 1       |
|                         | Partido Democrata Europeu Catalão    | 7 699   | 2,78 / 100,00   | Novo  | 0 / 18    | Novo    |
|                         | Outros (com menos de 1,00%)          | 4 996   | 1,80 / 100,00   |       | 0 / 18    |         |
| Votos Inválidos         | Votos Inválidos                      | 8 268   | 2,92 / 100,00   | 1,93  |           |         |
| Total                   | Total                                | 283 119 | 100,00 / 100,00 |       | 18 / 18   |         |
| Eleitorado/Participação | Eleitorado/Participação              | 562 040 | 50,37 / 100,00  | 28,04 |           |         |

## Resultados por Comarcas
| Comarca           | %     | %     | %     | %     | %    | %     | %    | %    | %    | Votantes  |
| Comarca           | PSC   | ERC   | JUN   | VOX   | ECP  | CUP   | C's  | PP   | PDC  | Votantes  |
| ----------------- | ----- | ----- | ----- | ----- | ---- | ----- | ---- | ---- | ---- | --------- |
| Comarca           |       |       |       |       |      |       |      |      |      | Votantes  |
| Alt Camp          | 14,59 | 25,91 | 29,07 | 5,73  | 3,39 | 10,74 | 3,19 | 2,44 | 2,77 | 16 997    |
| Alt Empordà       | 15,59 | 22,11 | 27,79 | 9,74  | 3,82 | 7,47  | 4,05 | 2,72 | 3,88 | 45 852    |
| Alt Penedès       | 17,12 | 25,57 | 25,61 | 4,82  | 5,58 | 9,85  | 3,08 | 2,04 | 4,25 | 45 298    |
| Alt Urgell        | 15,77 | 27,49 | 28,89 | 3,49  | 3,87 | 8,68  | 2,60 | 2,70 | 3,97 | 8 085     |
| Alta Ribagorça    | 20,88 | 23,32 | 21,43 | 3,30  | 6,11 | 9,46  | 1,83 | 2,87 | 8,24 | 1 673     |
| Anoia             | 20,80 | 22,73 | 21,41 | 7,08  | 5,10 | 7,40  | 4,72 | 2,66 | 5,85 | 46 809    |
| Bages             | 16,71 | 25,06 | 28,11 | 5,66  | 4,56 | 8,55  | 3,29 | 2,07 | 3,85 | 70 240    |
| Baix Camp         | 19,13 | 22,68 | 21,44 | 9,76  | 4,45 | 7,29  | 5,73 | 4,16 | 2,85 | 66 040    |
| Baix Ebre         | 15,35 | 32,66 | 21,44 | 5,53  | 5,04 | 6,74  | 2,62 | 2,46 | 4,74 | 26 288    |
| Baix Empordà      | 17,17 | 23,01 | 31,25 | 5,96  | 4,21 | 7,84  | 3,46 | 1,93 | 2,66 | 48 264    |
| Baix Llobregat    | 31,83 | 19,80 | 10,76 | 9,32  | 8,57 | 4,22  | 7,59 | 4,14 | 1,56 | 317 025   |
| Baix Penedès      | 25,70 | 21,73 | 15,21 | 11,36 | 5,94 | 5,04  | 6,46 | 3,88 | 2,51 | 34 318    |
| Barcelonès        | 26,52 | 18,55 | 15,65 | 7,79  | 9,08 | 6,28  | 6,55 | 5,29 | 2,38 | 825 335   |
| Berguedà          | 9,91  | 26,11 | 36,67 | 2,39  | 2,70 | 11,70 | 1,65 | 1,41 | 5,05 | 17 889    |
| Cerdanha          | 12,79 | 21,45 | 31,56 | 5,35  | 3,36 | 9,13  | 3,96 | 2,88 | 6,96 | 7 488     |
| Conca de Barberà  | 9,94  | 31,75 | 31,80 | 2,96  | 3,16 | 10,08 | 1,40 | 1,41 | 4,98 | 8 613     |
| Garraf            | 25,02 | 21,73 | 17,40 | 8,32  | 7,28 | 6,50  | 6,50 | 3,16 | 2,05 | 56 119    |
| Garrigues         | 9,28  | 32,81 | 33,95 | 2,78  | 2,21 | 8,56  | 1,78 | 1,92 | 4,10 | 8 554     |
| Garrotxa          | 10,24 | 23,51 | 40,49 | 3,10  | 3,21 | 10,69 | 1,44 | 1,10 | 3,27 | 23 346    |
| Gironès           | 15,02 | 19,54 | 34,06 | 5,71  | 3,83 | 11,25 | 2,95 | 1,99 | 2,83 | 72 207    |
| Maresme           | 19,83 | 22,86 | 23,20 | 7,87  | 6,09 | 6,57  | 5,21 | 3,34 | 2,90 | 178 592   |
| Moianès           | 9,53  | 29,97 | 31,76 | 2,97  | 3,61 | 11,77 | 1,88 | 1,44 | 4,69 | 6 469     |
| Montsià           | 15,99 | 33,59 | 19,24 | 6,40  | 4,54 | 7,23  | 2,80 | 3,20 | 2,21 | 22 458    |
| Noguera           | 11,48 | 31,85 | 30,09 | 3,86  | 2,15 | 7,36  | 2,12 | 2,99 | 5,67 | 15 412    |
| Osona             | 9,63  | 22,85 | 42,02 | 3,26  | 2,82 | 10,46 | 1,66 | 1,15 | 3,68 | 67 155    |
| Pallars Jussà     | 16,38 | 23,80 | 34,38 | 2,84  | 3,46 | 9,34  | 1,96 | 1,73 | 3,36 | 5 715     |
| Pallars Sobirà    | 9,56  | 28,63 | 30,75 | 1,35  | 3,52 | 14,40 | 1,46 | 1,46 | 5,90 | 3 589     |
| Pla de l'Estany   | 7,40  | 25,22 | 41,47 | 2,04  | 3,06 | 12,22 | 1,42 | 1,19 | 3,59 | 14 442    |
| Pla d'Urgell      | 10,98 | 29,43 | 33,20 | 3,80  | 2,08 | 6,25  | 2,06 | 2,47 | 6,61 | 13 792    |
| Priorat           | 9,86  | 33,31 | 28,66 | 2,14  | 2,85 | 14,65 | 1,37 | 1,60 | 2,91 | 5 054     |
| Ribera d'Ebre     | 13,12 | 33,89 | 26,94 | 3,33  | 3,25 | 9,03  | 2,25 | 2,57 | 2,70 | 9 435     |
| Ripollès          | 11,88 | 23,54 | 37,98 | 3,65  | 3,23 | 9,20  | 1,79 | 1,30 | 4,28 | 11 178    |
| Segarra           | 11,32 | 27,51 | 32,70 | 4,15  | 3,03 | 8,98  | 2,16 | 2,19 | 4,62 | 8 033     |
| Segrià            | 18,20 | 24,49 | 23,43 | 7,62  | 3,78 | 6,16  | 4,42 | 4,86 | 4,15 | 72 795    |
| Selva             | 18,29 | 21,52 | 29,57 | 6,93  | 5,22 | 7,05  | 4,22 | 2,08 | 2,67 | 58 303    |
| Solsonès          | 9,61  | 24,87 | 37,00 | 2,78  | 2,22 | 11,65 | 1,64 | 2,03 | 5,68 | 5 743     |
| Tarragonès        | 24,53 | 19,43 | 14,25 | 12,93 | 5,74 | 5,19  | 7,24 | 6,39 | 1,99 | 88 587    |
| Terra Alta        | 15,16 | 30,66 | 23,14 | 4,50  | 3,73 | 7,91  | 1,90 | 4,54 | 6,16 | 5 329     |
| Urgell            | 10,43 | 28,59 | 35,31 | 3,62  | 2,48 | 8,24  | 1,96 | 2,17 | 4,28 | 14 031    |
| Vale de Aran      | 30,97 | 14,95 | 10,92 | 14,54 | 4,92 | 3,74  | 7,48 | 6,11 | 2,43 | 3 493     |
| Vallès Occidental | 25,83 | 20,25 | 16,67 | 8,83  | 7,89 | 5,73  | 6,58 | 3,62 | 2,43 | 355 746   |
| Vallès Oriental   | 24,02 | 22,37 | 20,26 | 7,29  | 6,71 | 6,56  | 5,54 | 2,98 | 2,10 | 162 819   |
| Catalunha         | 23,02 | 21,31 | 20,06 | 7,69  | 6,86 | 6,68  | 5,57 | 3,85 | 2,72 | 2 869 070 |